# 內扎爾卡河畔斯特拉日

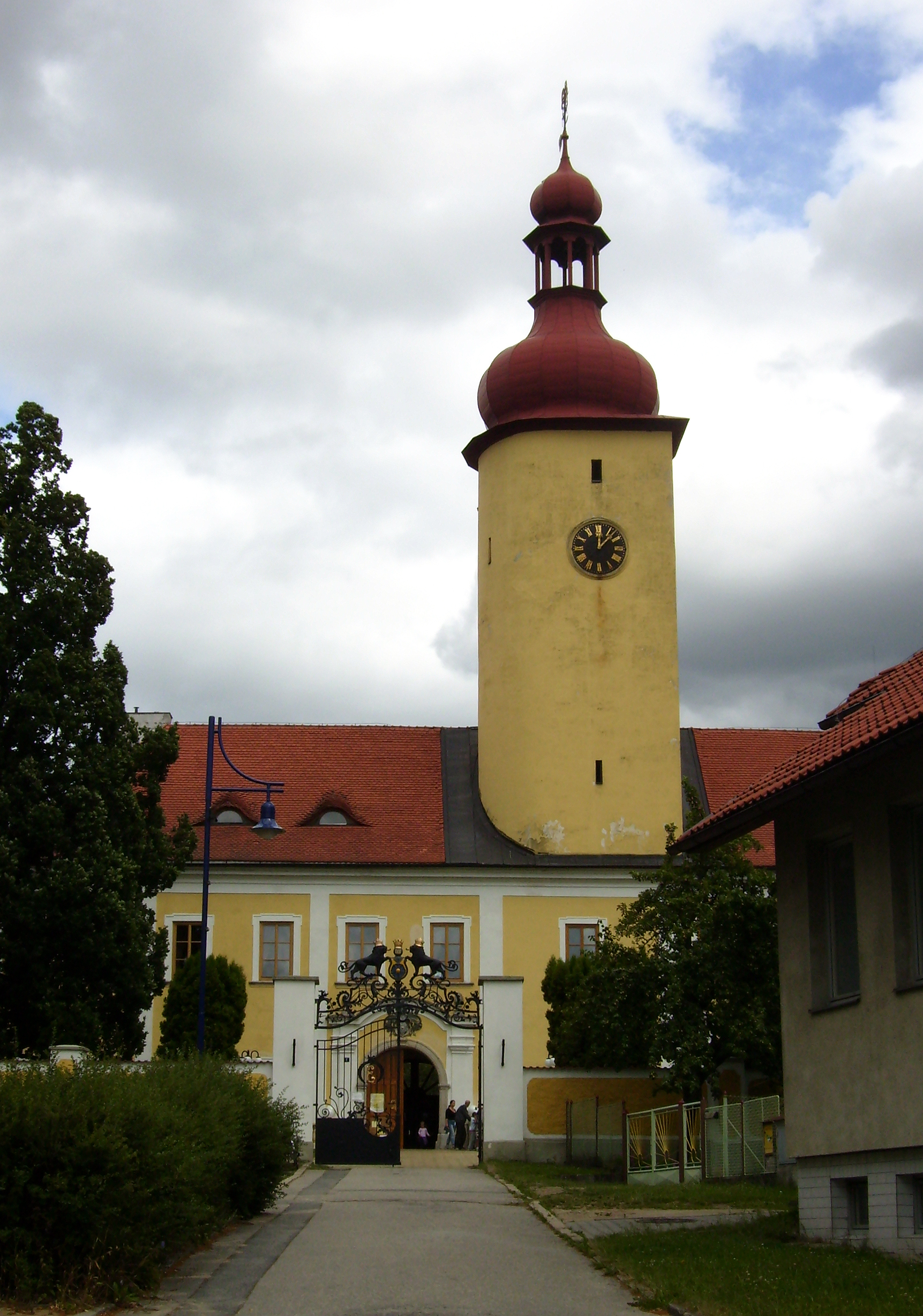

內扎爾卡河畔斯特拉日是捷克的城鎮，位於該國南部內扎爾卡河畔，由南波希米亞州負責管轄，面積36.29平方公里，海拔高度450米，2006年人口共846。

## 外部連結
- （捷克文） Official website（页面存档备份，存于）